# Nietigheid
Nietigheid en vernietigbaarheid zijn verwante noties in het recht die betrekking hebben op de geldigheid van rechtshandelingen. Een nietige rechtshandeling heeft bij voorbaat het beoogde rechtsgevolg niet, terwijl bij een vernietigbare rechtshandeling het rechtsgevolg wel wordt geacht te bestaan, zolang de vernietiging ervan niet wordt aangevraagd. Nietigheid treedt in 'van rechtswege', dat wil zeggen automatisch volgend uit het recht.
Een nietige rechtshandeling wordt met andere woorden geacht nooit te hebben bestaan.

## Nederland

### Gronden voor nietigheid en vernietiging

#### Nietigheid
Voor nietigheid is het niet van belang of partijen wel of geen wilsovereenstemming hebben. Een rechtshandeling kan onder meer nietig zijn doordat de inhoud of strekking in strijd is met de goede zeden of de openbare orde (art. 3:40 BW), met regels van dwingend recht of wanneer niet duidelijk is waar een overeenkomst over gaat (6:227 BW). Dat geldt eveneens voor bepalingen in een testament. Ook het niet voldoen aan een voorgeschreven vormvereiste voor de rechtshandeling is een nietigheidsgrond, er is bijvoorbeeld voorgeschreven dat een rechtshandeling schriftelijk moet geschieden en men heeft het mondeling gedaan. Verder noemt de wet diverse bedingen die, op straffe van nietigheid, niet in een contract mogen worden gemaakt, bijvoorbeeld ter bescherming van de zwakkere partij in het huurrecht, arbeidsrecht of consumentenrecht. Het erfrecht kent regels voor de rechtsgeldigheid van een testament, kan worden bewezen dat de testateur bij opstellen van een testament niet wilsbekwaam was, kan de nietigheid worden ingeroepen, is de inhoud van een uiterste wilsbeschikking of de beweegreden ervan in strijd met fundamentele ongeschreven rechtsnormen, of belemmeren ze erfgenamen in rechten die hen op grond van het erfrecht toekomen, eveneens (artt. 4:4, 44, 45 BW).  
De nietigheid kan partieel zijn (art. 3:41 BW). In bepaalde gevallen is het omzetten van een nietige rechtshandeling in een geldige rechtshandeling mogelijk, dit wordt conversie genoemd (art. 3:42 BW).
Nietigheid treedt van rechtswege in. De nietigheid van een rechtshandeling kan door een ieder worden ingeroepen, dit is niet begrensd tot de partijen bij een overeenkomst.

#### Vernietiging
Bij vernietigbaarheid kunnen slechts de partijen die zelf bij de overeenkomst betrokken waren de vernietiging bewerkstelligen.
Wanneer een overeenkomst is gesloten door een handelingsonbekwame kan de overeenkomst worden vernietigd. Wanneer een minderjarige bijvoorbeeld een tatoeage laat zetten, kan deze overeenkomst worden vernietigd. Winkeliers mogen wel bijvoorbeeld snoep verkopen aan een minderjarige, omdat het een product is dat wel past bij de leeftijd (art. 1:234, lid 3). Dit is van rechtswege het geval bij ongerichte, eenzijdige rechtshandelingen van handelingsonbekwamen (art.3:32 BW).

## België
Nietigheid betekent in België dat een rechtshandeling, akte e.d. geacht wordt nooit te hebben bestaan. De nietigheid heeft dus retroactieve werking.
In België maakt men een onderscheid tussen de relatieve en de absolute nietigheid. 

### Absolute nietigheid
Rechtshandelingen die in strijd zijn met rechtsregels van openbare orde, zijn absoluut nietig. Dit wil zeggen dat de nietigheid nooit kan worden gedekt. De rechter zal deze nietigheid ambtshalve opwerpen.
Een voorbeeld van een rechtshandeling die absoluut nietig is, is een overeenkomst waarin een huurmoord wordt bedongen. De strafwet die moord strafbaar stelt, is immers van openbare orde en er kan aldus nooit van worden afgeweken of afstand van worden gedaan. Het gevolg is dat bij wanprestatie de schuldeiser geen vorderingsrecht heeft ten aanzien van de in gebreke gebleven partij.

### Relatieve nietigheid
Rechtshandelingen in strijd met rechtsregels van dwingend recht, zijn slechts relatief nietig. Dit houdt in dat men niet voorafgaand kan afwijken van de dwingende regel. Afstand kan echter wél. Indien men geen afstand wil doen van de bescherming die de dwingende bepaling biedt, moet men de relatieve nietigheid in limine litis (d.w.z. aan het begin van het geschil) opwerpen. Afstand van de relatieve nietigheid kan slechts na aanvang van het geschil.
De relatieve nietigheid wordt niet ambtshalve opgeworpen door de rechter. 
Een uitzondering op dit uitblijven van de ambtshalve opwerping van relatieve nietigheden door de rechter vindt men in het consumentenrecht. Volgens rechtspraak van het Hof van Justitie van de Europese Unie dient de rechter, wanneer hij het bestaan van een onrechtmatig beding vaststelt, de nietigheid ervan, niettegenstaande het relatief karakter, ambtshalve op te werpen.

### Kwalificatie
Om te weten van welke nietigheid er sprake is, moet men naar de bewoordingen van de wettekst zelf kijken. Indien deze zwijgt hierover, zal men grijpen naar de memorie van toelichting. Biedt dit geen uitsluitsel, dan zal de rechtspraak een invulling geven.

### Rechtsgrond
Er bestaan verschillende rechtsgronden die de nietigheidsleer bevestigen:
Art. 2 Burgerlijk Wetboek:

Aan de wetten die de openbare orde en de goede zeden betreffen, kan door bijzondere overeenkomsten geen afbreuk worden gedaan.

Art. 1131 Burgerlijk Wetboek:

Een verbintenis, aangegaan zonder oorzaak of uit een valse oorzaak of uit een ongeoorloofde oorzaak, kan geen gevolg hebben.

Art 1133 Burgerlijk Wetboek:

De oorzaak is ongeoorloofd, wanneer zij door de wet verboden is, of wanneer zij strijdig is met de goede zeden of met de openbare orde.